# The Cockpit

The Cockpit (ザ・コクピット, Za Kokupitto) est une série d'OVA japonaise basée sur le manga Battlefield de Leiji Matsumoto et sorti de 1993 à 1994.

## Synopsis
Trois histoires nous montrent le destin de trois pilotes aériens issu des forces de l'Axe pendant la Seconde Guerre mondiale.

## Distribution
- Kenyu Horiuchi : Lieutenant Rheindars
- Hikaru Midorikawa : Enseigne Nogami
- Ichirō Nagai : Soldat Kodai
- Kappei Yamaguchi : Soldat Utsunomiya

## Fiche technique
Sauf indication contraire ou complémentaire, les informations mentionnées dans cette section peuvent être confirmées par le site IMDb.
- Réalisateurs : Yoshiaki Kawajiri, Takashi Imanishi, Ryōsuke Takahashi
- Studio d’animation : Madhouse, Jacom, Visual 80
- Licence : Vision urbaine
- Genre : Historique, drame, antimilitariste
- Pays d'origine : Japonais
- Sortie : 22 octobre 1993
- Épisodes : 3

## Épisodes

### Slipstream
Un aviateur de la Luftwaffe, qui doit transporter une bombe atomique, est tiraillé entre son devoir envers son pays et celui envers l'Humanité tout entière. 

### Sonic Boom Squadron
A la fin de la guerre, un jeune enseigne japonais est prêt à se sacrifier en pilotant une bombe volante propulsée par une fusée en tant que kamikaze.

### Knight of the Iron Dragon
Après une attaque contre l'aérodrome où stationne la 28e artillerie de l'armée impérial, un survivant de celle-ci se porte volontaire pour retourner là-bas en compagnie d'un autre soldat.

## Réception critique
En France, Première qualifie cet anime de chef-d'œuvre visuel, parlant d'une série où la noirceur d'un réalisme psychologique côtoie la dimension du spectaculaire.

## Analyse
L'encyclopédie Anime Classics Zettai!: 100 Must-See Japanese Animation Masterpieces souligne le sentiment à la fois anti guerre et tragique parcourant les épisodes.
The Anime Encyclopedia: A Guide to Japanese Animation Since 1917 parle de son côté de la superbe animation et d'un scénario très bien réfléchi où se glissent les thèmes centraux sur l’absurdité de la guerre et de ses victimes.